# Kiele Sanchez

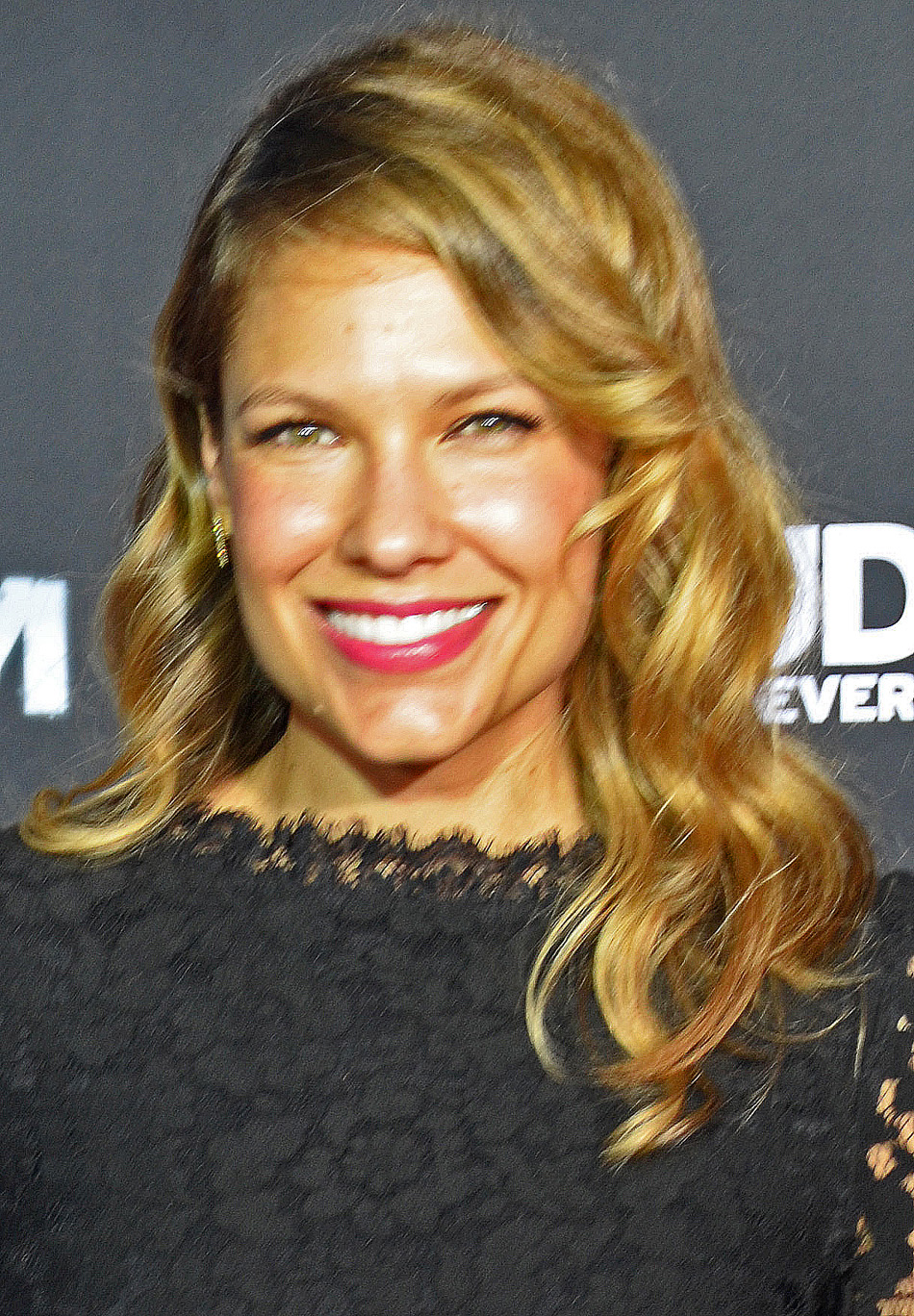
Kiele Sanchez (2014)

Kiele Michelle Sanchez (* 13. Oktober 1977 in Chicago, Illinois) ist eine US-amerikanische Schauspielerin, bekannt durch ihre Rollen der Callie Cargill in der Fernsehserie The Glades, als Therapeutin Anne in Related und als Nikki in Lost.

## Biografie
Aufgewachsen ist Kiele Sanchez mit drei Geschwistern in einer Vorstadt Chicagos. Im Alter von 13 Jahren entdeckte die Halb-Puertoricanerin und Halb-Französin ihr Interesse an der Schauspielerei.
Im Jahr 2000 nahm Sanchez erfolglos an einem Casting für einen Moderationsjob bei MTV in New York City teil. Ein Werbeagent, der sie zuvor auf MTV gesehen hatte, zeigte Interesse an ihr und bot an, sie bei ihrer weiteren Karriere zu unterstützen. Nachdem sie auf Ratschlag ihres Agenten nach Los Angeles gezogen war, schaffte sie es, bei ihrem ersten Vorsprechen eine Rolle in der Serie That Was Then zu bekommen, die Serie wurde aber nach nur drei Episoden abgesetzt. Ihr gelang es jedoch gleichzeitig in der Sitcom Married to the Kellys zusammen mit Breckin Meyer eine Rolle zu bekommen.
Außerdem hatte Sanchez 2003 einen kurzen Auftritt im Film Unzertrennlich. Sanchez spielte in der dritten Staffel der US-Serie Lost die Rolle der Nikki. In dem Film 30 Days of Night: Dark Days spielt sie die Hauptrolle Stella.
Von 2001 bis 2008 war Kiele Sanchez mit dem Regisseur Zach Helm verheiratet. Am 29. Dezember 2012 heiratete sie den Schauspieler Zach Gilford, mit welchem sie sich 2011 verlobt hatte. Im August 2015 gab das Paar bekannt, dass es im November 2015 Nachwuchs erwartet. Im Oktober 2015, wenige Wochen vor dem errechneten Geburtstermin, erlitt Sanchez jedoch eine Fehlgeburt, infolge derer ihr Sohn tot zur Welt kam. Im November 2017 wurden sie Eltern einer Tochter.

## Filmografie (Auswahl)
- 2000: Migrating Forms
- 2001: Class Warfare (Fernsehfilm)
- 2001: Rennie's Landing
- 2002: That Was Then (Fernsehserie, 3 Folgen)
- 2003: Unzertrennlich (Stuck on You)
- 2003–2004: Married to the Kellys (Fernsehserie, 21 Folgen)
- 2005–2006: Related (Fernsehserie, 19 Folgen)
- 2006–2007: Lost (Fernsehserie, 14 Folgen)
- 2007–2008: Samantha Who? (Fernsehserie, 4 Folgen)
- 2009: A Perfect Getaway
- 2010: 30 Days of Night: Dark Days
- 2010: Redemption Road
- 2010–2013: The Glades (Fernsehserie, 49 Folgen)
- 2011: Burn Notice: The Fall of Sam Axe (Fernsehfilm)
- 2014: The Purge: Anarchy
- 2014–2017: Kingdom (Fernsehserie, 35 Folgen)
- 2018: Benji
- 2019: Drunk History (Fernsehserie, Folge 6x12 Good Samaritans)
- 2022–2024: Criminal Minds (Fernsehserie, 8 Folgen)
- seit 2023: Seattle Firefighters – Die jungen Helden (Station 19, Fernsehserie, ab Folge 6x15)